# Alejandro Ulla
Jorge Alejandro Ulla (23 de diciembre de 1944 - 22 de agosto de 1972), quien tenía el apodo de «El Petiso» y el nombre de guerra de «Mario», fue un guerrillero que nació en Santa Fe, provincia de Santa Fe, Argentina, el 23 de diciembre de 1944 y murió en la Base Naval Almirante Zar ubicada en las cercanías de Trelew, provincia de Chubut, Argentina asesinado durante la llamada Masacre de Trelew.

## Actividad en la guerrilla
Era maestro y fue uno de los fundadores del Partido Revolucionario de los Trabajadores. Dejó su actividad de maestro para trabajar como obrero metalúrgico. En enero de 1969 participó en el asalto a un banco de la ciudad de Escobar, en la provincia de Buenos Aires, que fue la primera operación de ese tipo realizada por la organización, y desde entonces se emitió una orden de captura. Recibió entrenamiento militar fuera del país.
Fue uno de los 35 delegados presentes cuando el PRT-El Combatiente decidió en el V Congreso, celebrado entre el 28 y el 30 de julio de 1970, la formación del Ejército Revolucionario del Pueblo y sumar la organización al “proceso de guerra revolucionario que ha comenzado desde el Cordobazo”, según su interpretación, la rebelión de las masas contra la dictadura.
Participó en el asalto a la sucursal del Banco Comercial del Norte en Tucumán y fue detenido tras allanarse su casa. Alojado en el Hospital Padilla de esa ciudad por haber resultado herido, a los pocos días fue rescatado por sus compañeros que lo llevaron a Córdoba donde fue atendido hasta recuperarse.
El 30 de agosto de 1971 fue detenido en una redada cuando participaba en Córdoba en una reunión del comité militar regional, cayendo también los dirigentes Mario Roberto Santucho, Humberto Toschi y Enrique Gorriarán Merlo. Fue trasladado a la Cárcel de Villa Devoto en la ciudad de Buenos Aires y enviado el 5 de abril de 1972 al penal de máxima seguridad de Rawson, donde estaba cuando se produjo el intento de fuga.

## Fuga y masacre en Trelew
El 15 de agosto de 1972 Ulla se fugó del penal junto a otros integrantes de las Fuerzas Armadas Revolucionarias, ERP y Montoneros, en un resonante operativo durante el cual asesinaron al guardiacárcel Juan Gregorio Valenzuela. Por fallas en el operativo sólo un puñado de dirigentes guerrilleros llegó a tiempo al aeropuerto y Ulla, que integraba un segundo grupo de 19 evadidos logró arribar por sus propios medios en tres taxis al aeropuerto, pero llegaron tarde, justo en el momento en que la aeronave despegaba rumbo al vecino país de Chile, gobernado entonces por el socialista Salvador Allende. 
Al ver frustradas sus posibilidades, luego de ofrecer una conferencia de prensa este contingente depuso sus armas sin oponer resistencia ante los efectivos militares de la Armada que mantenían rodeada la zona, solicitando y recibiendo públicas garantías para sus vidas en presencia de periodistas y autoridades judiciales.
Una patrulla militar bajo las órdenes del capitán de corbeta Luis Emilio Sosa, segundo jefe de la Base Aeronaval Almirante Zar, condujo a los prisioneros recapturados dentro de una unidad de transporte colectivo hacia dicha dependencia militar. Ante la oposición de estos y el pedido de ser trasladados de regreso nuevamente a la cárcel de Rawson, el capitán Sosa adujo que el nuevo sitio de reclusión era transitorio, pues dentro del penal continuaba el motín y no estaban dadas las condiciones de seguridad.
Al arribar el contingente al nuevo destino de detención, el juez Alejandro Godoy, el director del diario Jornada, el subdirector del diario El Chubut, el director de LU17 Héctor "Pepe" Castro y el abogado Mario Abel Amaya, quienes acompañaban como garantes a los detenidos, no pudieron ingresar con ellos y fueron obligados a retirarse.
A las 03:30 horas del 22 de agosto, en la Base Naval Almirante Zar, los 19 detenidos fueron despertados y sacados de sus celdas. Según testimonios de los tres únicos reclusos sobrevivientes, mientras estaban formados y obligados a mirar hacia el piso fueron ametrallados por una patrulla a cargo del capitán de corbeta Luis Emilio Sosa y del teniente Roberto Guillermo Bravo, falleciendo en el acto o rematados después con armas cortas la mayoría de ellos, incluido Ulla